# Teatr w Toronto
Toronto jest największym ośrodkiem teatru angielskojęzycznego na świecie po Londynie i Nowym Jorku. W każdym sezonie ok. 200 grup teatralnych wystawia w mieście ok. 10 000 przedstawień.
W Toronto funkcjonuje ponad 30 teatrów, z czego duża część w tak zwanym The Theatre District. Znajduje się tam wiele zespołów wystawiających własne inscenizacje np. Soulpepper, The Canadian Stage czy Tarragon. Poza tym grane są przedstawienia pochodzące z Broadwayu. Wiele sztuk z Toronto odniosło także sukces na Broadwayu, np. "Show Boat" i "Ragtime". 
Bilety w dniu przedstawienia zazwyczaj sprzedawane są za połowę ceny. Ponadto, niektóre mniej znane teatry działają w systemie PWYC (pay-what-you-can - zapłać, ile możesz). Oznacza to, że nie istnieje sztywna cena biletu, widz sam decyduje, ile chce zapłacić. Sugerowana cena wynosi 8 dolarów, co należy rozumieć jako górną granicę.

## Festiwale i przeglądy teatralne
W Toronto organizowanych jest wiele przeglądów i festiwali. Należą do nich:
- The Rhubarb Theatre Festival - Odbywa się w lutym w 12 Alexander Theatre. Jest to przegląd teatrów alternatywnych i częściowo eksperymentujących twórców gejowskich,
- World Stage – Odbywa się w kwietniu. Festiwal teatru współczesnego, na którym występują teatry z całego świata.
- FOOT - Festival of Original Theatre and Film - Także odbywa się w kwietniu, organizowany jest przez studentów Szkoły Dramatycznej Uniwersytetu Toronto w Robert Gill Theatre.
- The Fringe: Toronto's Theatre Festival - Odbywa się w The Annex w lipcu. Jest to międzynarodowy przegląd teatralny, pozbawiony sędziów i nagród.

### Teatry letnie
Na terenie Ontario działa wiele teatrów, funkcjonujących tylko w sezonie letnim. Przedstawienia odbywają się w wielu małych turystycznych miejscowościach. Są one zrzeszone w ASTRO, czyli Association of Summer Theatres "Round Ontario", która drukuje broszurę informacyjną. Ponad 30 sezonowych kompanii teatralnych prezentuje corocznie 160 przedstawień dla 1 400 000 widzów.
W samym Toronto latem w High Park wystawiane są sztuki Szekspira.

### Kabarety i komedie
Z kabaretów w Toronto i stand-upów wywodzi się kilku znanych aktorów komicznych – m.in. Jim Carrey i Mike Myers. Jednym z największych kabaretów w mieście są The Second City i Yuk Yuk’s Comedy Cabaret. Popularnością cieszy się także komediowy talk-show Open Mike, odbywający się w budynku Masonic Temple.
Inną formą teatru, praktycznie nieznaną w Europie, są restauracje z przedstawieniami, które wciągają gości do wspólnej zabawy, najczęściej z tematycznymi motywami, takimi jak zagadki kryminalne (Mysteriously Yours), średniowieczne turnieje (Medieval Times) czy przedstawienia taneczne (Famous People Players).

## Balet i taniec
W Toronto funkcjonuje Balet Narodowy National Ballet oraz wiele innych zespołów, najczęściej wywodzących się z lokalnej szkoły baletowej. Co roku w Du Maurier Theatre Centre odbywa się World Moves Dance Series - międzynarodowy przegląd zespołów baletowych. Innymi przeglądami tańca są Dance Works oraz fFIDA - Fringe Festival of Independent Dance Artists - sierpniowy przegląd nowoczesnych, często eksperymentalnych, form tańca.

## Szkoły i kursy
W Toronto funkcjonuje wiele szkół aktorskich, które prowadzą kursy dla mniej lub bardziej zaawansowanych aktorów, zarówno teatralnych, jak i filmowych. Większość szkół zrzeszonych jest w TAAS (Toronto Association of Acting Studios).
Canadian Opera Company we wrześniu organizuje amatorski przegląd operowy Bathroom Divas.